# اسکن گالیم
اسکن گالیم (به انگلیسی: Gallium scan) نوعی آزمایش در پزشکی هسته‌ای است. در این روش غیر تهاجمی (یا «نیمه‌تهاجمی») از رادیوایزوتوپ گالیم ۶۷ (سیترات یا نیترات گالیم) برای تشخیص نواحی التهاب یا عفونت مزمن به کار می‌رود. اسکن گالیم در تشخیص استئومیلیت، تب با منشأ ناشناخته و لنفوم هاجکین استفاده می‌شود.